# Julie Machart

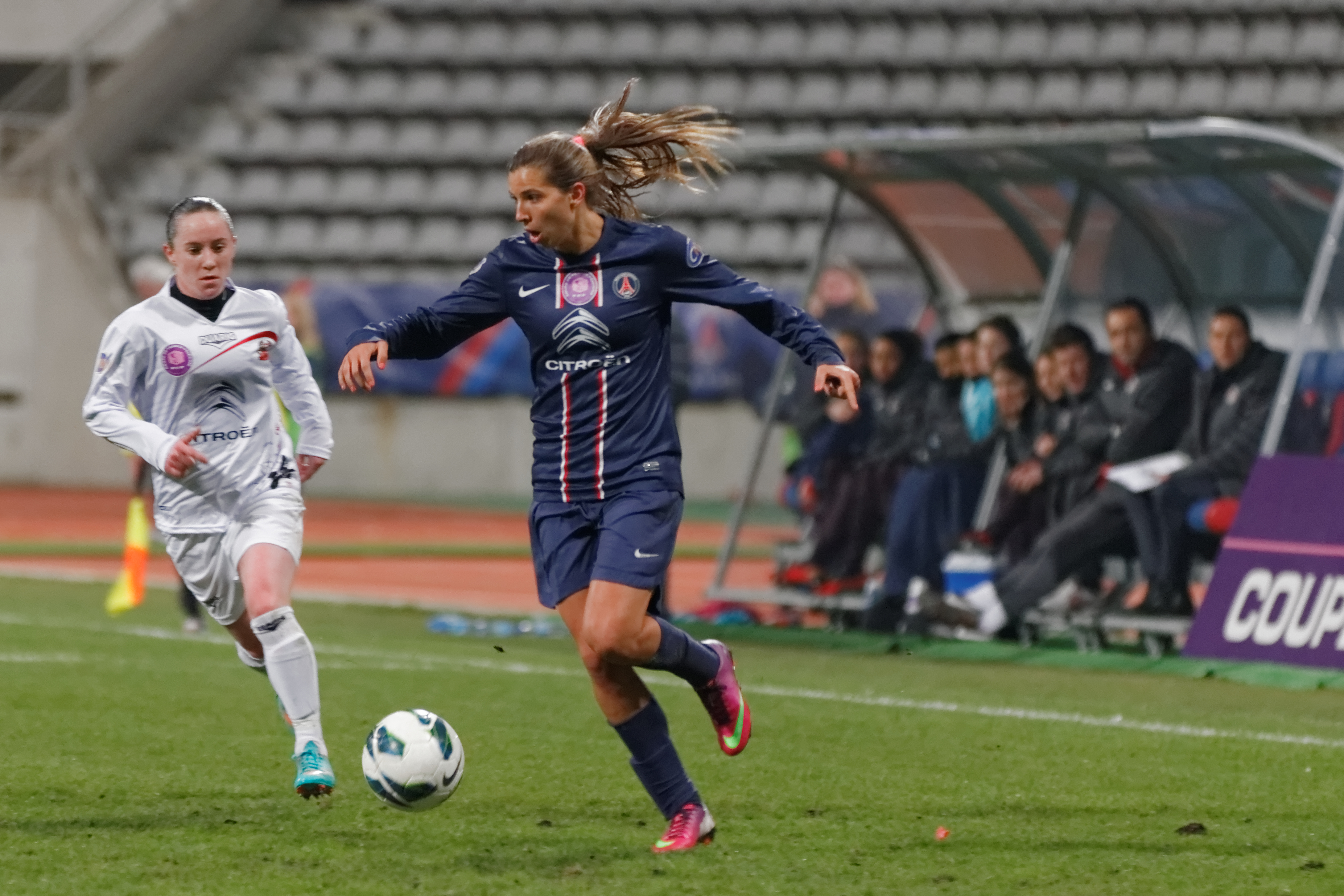
Julie Machart (links) 2013

Julie Machart (* 18. April 1989 in Saint-Omer), seit 2017 Julie Machart-Rabanne, ist eine französische Fußballspielerin.

## Vereinskarriere
Julie Machart spielte seit ihrem sechsten Lebensjahr für die Mädchen- und Jugendteams der US Saint-Omer und anschließend in Saint-Martin-au-Laërt sowie bei der Étoile Sportive aus Arques, zwei kleinen Gemeinden aus der Nachbarschaft ihrer Geburtsstadt. Zu Beginn der Saison 2005/06 fand sie Aufnahme in der französischen „Frauenfußball-Kaderschmiede“, dem Centre National de Formation et d’Entraînement und wurde zudem zur Jugendnationalspielerin (siehe unten). In den folgenden beiden Jahren bestritt sie für dessen Erstliga-Frauenteam CNFE Clairefontaine zehn Punktspiele. Als der Fußballverband dem CNFE Clairefontaine 2007 die Erlaubnis entzog, am Ligabetrieb teilzunehmen, kehrte Julie Machart zunächst nach Nordfrankreich zurück und spielte zwei Jahre für den Zweitdivisionär US Gravelines. Dort schoss die nur 1,54 m große, keine 50 kg schwere Stoßstürmerin in 48 Pflichtspielen (Meisterschaft und Landespokalwettbewerb) 43 Tore. In ihrer zweiten Saison bei Gravelines, das den Aufstieg dennoch knapp verpasste, wurde sie international wiederholt auch in Frankreichs U-20-Nationalfrauschaft eingesetzt.
Vor Saisonbeginn 2009/10 bemühten sich mehrere Klubs aus der ersten Division um die Dienste der effektiven Angreiferin, namentlich der nordfranzösische FCF Hénin-Beaumont und Stade Saint-Brieuc aus der Bretagne –, aber verpflichtet wurde sie letztlich vom Juvisy FCF. Der Schritt vom Zweitligisten zu einem Spitzenteam der höchsten Spielklasse war ein großer, zumal Juvisy in Laëtitia Tonazzi bereits eine routinierte und erfolgreiche Torjägerin von Format besaß, zu der sich mit Gaëtane Thiney eine gleichfalls sehr torgefährliche offensive Mittelfeldspielerin hinzugesellte. Dennoch gehörte Julie Machart in den ersten vier Jahren unangefochten zur Stammelf und erzielte in jeder dieser Spielzeiten mindestens neun Ligatreffer.
Einen nationalen Titel hat sie mit Juvisy nicht gewonnen. 2010 und 2012 wurde ihr Team jeweils Vizemeister hinter Olympique Lyon und hatte sich dadurch für den Europapokal qualifizieren können. In dessen Ausspielung 2010/11 scheiterte Juvisy im Viertelfinale an Turbine Potsdam; die zierliche Stürmerin hatte dabei allerdings sämtliche neun Partien ihrer Mannschaft bestritten und war gemeinsam mit Laëtitia Tonazzi (je acht Tore) die erfolgreichste französische Angreiferin; nur drei andere Spielerinnen hatten in diesem Wettbewerb häufiger getroffen. Zwei Jahre später stand sie mit Juvisy sogar im europäischen Halbfinale – und schied darin in einem innerfranzösischen Duell gegen die Titelverteidigerinnen aus Lyon aus. Seit Beginn der Saison 2013/14 saß sie allerdings häufiger nur noch auf der Reservebank des JFCF. Deswegen ist sie zum Jahreswechsel 2015/2016 zum Zweitligisten OSC Lille gewechselt, den sie nach einer auch persönlich sehr erfolgreichen Rückrunde (13 Treffer bei elf Punktspieleinsätzen) jedoch bereits im Juni 2016 wieder verließ. Julie Machart kehrte in die Nachbarschaft von Juvisy-sur-Orge zurück und spielte für den D2-Verein FCF Val d’Orge, mit dem sie im Sommer 2017 den Aufstieg in die höchste Liga schaffte, wozu sie wiederum 14 Tore beigetragen hatte. Drei Jahre darauf schloss sie sich dem Erstligaaufsteiger FF Issy an.

### Stationen
- US Saint-Omer
- Saint-Martin-au-Laërt
- ÉS Arques (bis 2005)
- CNFE Clairefontaine (2005–2007)
- US Gravelines (2007–2009)
- Juvisy FCF (2009–Dezember 2015)
- OSC Lille (Januar–Juni 2016)
- FCF Val d’Orge/FC Fleury (2016–2020)
- FF Issy (2020–0)

## In der Nationalelf
Julie Machart hat zwar zehn Mal (ohne eigenen Treffer) in der B-, acht Mal (zwei Tore) in der A-Jugendauswahl sowie in sieben Begegnungen mit gleichfalls zwei Treffern für die U-20-Juniorinnen Frankreichs gespielt, wurde aber noch nie in der französischen A-Nationalelf berücksichtigt. Deren Trainer Bruno Bini wie auch dessen Nachfolger Philippe Bergeroo setzten in der Sturmspitze anfangs auf Tonazzi oder Sandrine Brétigny sowie danach insbesondere auf Marie-Laure Delie und Eugénie Le Sommer. Allerdings wurde sie, wie zuletzt 2014, schon in den Kader der „zweiten Garnitur“ (Équipe de France B) berufen und bestritt im April 2014 gegen Rumänien A auch ihre einzige Partie für diese Elf (Einwechslung in der 67. Minute für Kenza Dali).
2008 hat Machart an den Endrunden zweier Kontinentalturniere teilgenommen. Im Juli war sie bei der U-19-Europameisterschaft im eigenen Land dabei und schoss dort auch ein Tor, als die Französinnen bereits in der Vorrunde an den beiden späteren Finalistinnen aus Italien und Norwegen scheiterten. Am Ende dieses Jahres stand die Zweitligaspielerin auch im französischen Aufgebot, das sich für die U-20-Weltmeisterschaft in Chile qualifiziert hatte.
Dort wurde sie zwar im ersten Vorrundenspiel gegen die USA nur eingewechselt, stand anschließend aber gegen China, Argentinien – gegen die Südamerikanerinnen erzielte sie einen Treffer –, im Viertelfinale gegen Nigeria und im Halbfinale gegen Nordkorea jeweils in der Startformation. Dabei spielte sie an der Seite von Delie und Le Sommer und musste notgedrungen auf die rechte offensive Außenposition ausweichen. Im abschließenden Spiel um den dritten Platz gegen Deutschland fehlte Julie Machart dann allerdings.

## Palmarès
- Französische Vizemeisterin: 2010, 2012
- Europapokal: Halbfinalistin 2013, Viertelfinalistin 2011